# Indipendenza energetica

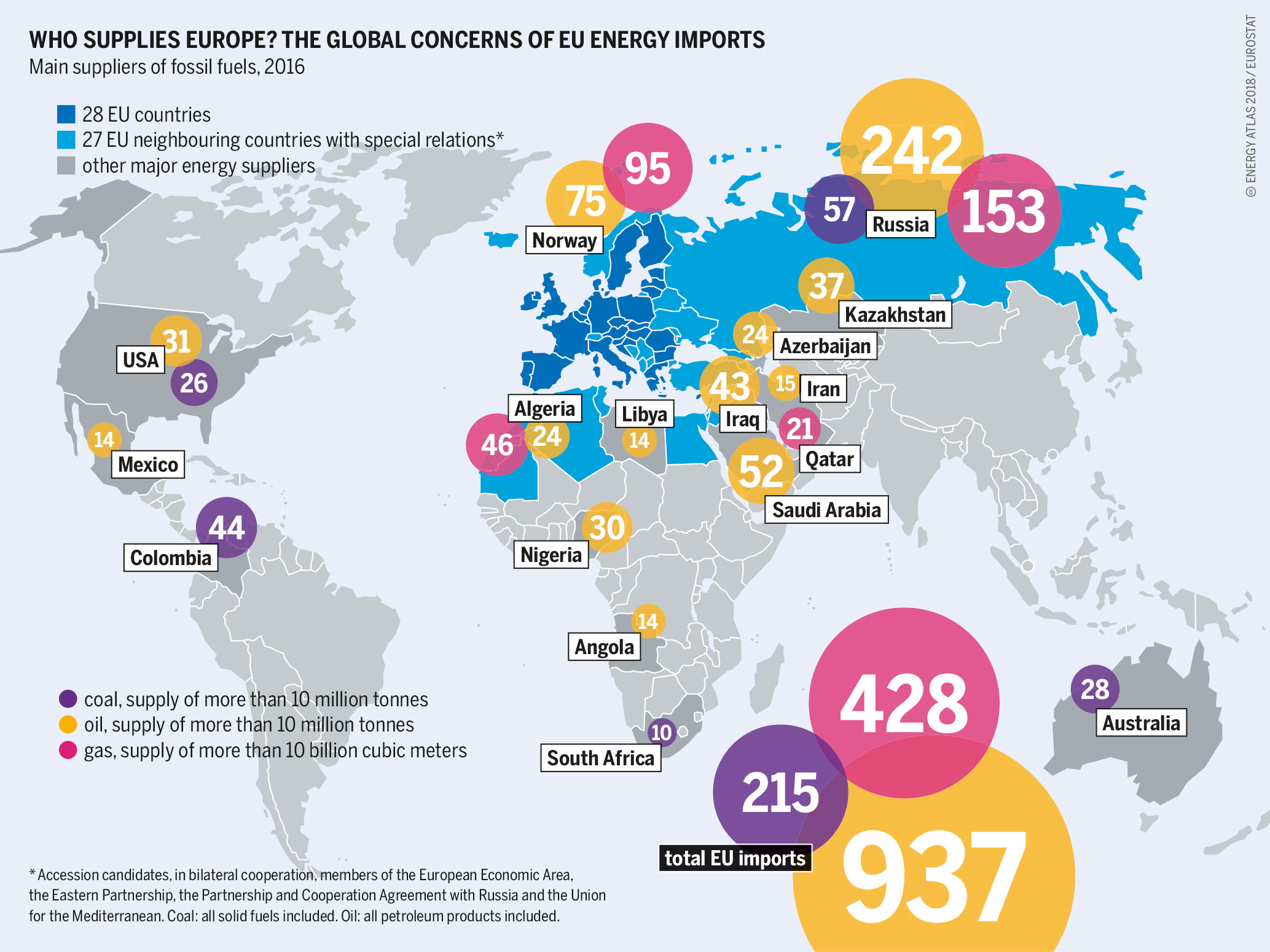

L'indipendenza energetica è il grado di indipendenza di uno stato rispetto alle risorse energetiche che consuma.

## Contesto
La dipendenza energetica in generale si riferisce alla dipendenza generale dell'umanità dall'energia primaria o secondaria per il consumo di energia (carburante, trasporto, automazione). In un senso più stretto, può descrivere la dipendenza di un paese dalle risorse energetiche di un altro paese. La dipendenza energetica è stata identificata come uno dei numerosi fattori (diversificazione delle fonti energetiche, diversificazione dei fornitori di energia, fungibilità delle fonti energetiche, trasporto di energia, liquidità del mercato, risorse energetiche, stabilità politica, intensità energetica, PIL) che contribuiscono negativamente alla sicurezza energetica. In generale, un livello più elevato di dipendenza energetica è associato a un rischio maggiore, a causa della possibile interferenza delle normative commerciali, conflitti armati internazionali, attacchi terroristici, eccetera.
Un contributo cruciale sulla strada dell'indipendenza energetica è l'efficienza energetica perché un uso efficiente dell'energia può basarsi su sforzi individuali per il risparmio energetico invece di dover fare affidamento su costose infrastrutture su larga scala. Anche gli sforzi delle collettività nel migliorare l'efficienza energetica delle infrastrutture costituisce un valido contributo allo sforzo per diminuire la dipendenza energetica nazionale. Naturalmente l'efficienza energetica non può costituire l'unico fattore per l'ottenimento della autosufficienza energetica di una nazione.
L'indipendenza energetica, tentata da paesi grandi o ricchi ed economicamente forti come Stati Uniti, Russia, Cina, Vicino Oriente e Medio Oriente, è uno status teorizzato che al momento non può essere raggiunto ed è impedito dallo sfruttamento non sostenibile delle risorse naturali (non rinnovabili) di altri paesi. Un altro fattore per ridurre la dipendenza è l'aggiunta di fonti di energia rinnovabile al mix energetico. Di solito, un paese farà affidamento sulle risorse rinnovabili e non rinnovabili a livello locale e globale, una soluzione a modello misto che presume varie fonti di energia e modalità di trasferimento di energia tra paesi come la trasmissione di energia elettrica, il trasporto di petrolio (oleodotti e gasdotti e petroliere). La dipendenza europea dall'energia russa è un esempio emblematico; la Russia è il principale fornitore europeo di carbone, petrolio greggio e gas naturale.
La pianificazione e il coordinamento nella lotta per l'indipendenza energetica riguardano la politica energetica e la gestione dell'energia. Anche le politiche globali assunte da enti sovranazionali possono influenzare la capacità o la necessità per una nazione di ottenere l'autosufficienza energetica nazionale. Ad esempio un embargo o una contingenza internazionale sfavorevole all'importazione di materie prime energetiche può costituire un incentivo ad ottenere maggiore autonomia energetica. 

## Sforzi nazionali
- Rendere la Svezia una società senza petrolio
- Indipendenza energetica degli Stati Uniti
- Politica energetica della Turchia
- Programma di energia nucleare in tre fasi dell'India